# 청산중학교 (전남)
청산중학교(靑山中學校)는 대한민국 전라남도 완도군 청산면 도청리에 있는 공립 중학교이다.

## 학교 연혁
- 1967년 3월 6일 : 개교
- 1967년 4월 1일 : 초대 송기천 교장 부임
- 1991년 3월 1일 : 동분교장 설치
- 2009년 3월 1일 : 동분교장 본교에 통폐합
- 2024년 3월 1일 : 청산초중학교 정성룡 교장 부임
- 2025년 1월 10일 : 2024학년도 중학교 제 56회 졸업(본교 8명, 총누계 3,681명)

## 참고 자료
- 청산중학교 - 한국교육학술정보원 학교알리미